# Neil Kinnock
Neil Gordon Kinnock, Barón de Kinnock, (Tredegar, 28 de marzo de 1942) es un político británico que ejerció como líder del Partido Laborista y líder de la oposición de 1983 a 1994.
Nacido y criado en Gales del Sur, Kinnock fue electo a la Cámara de los Comunes por primera vez en 1970. Luego de que el Partido Laborista de Michael Foot perdiera estrepitosamente en las elecciones de 1983 ante Margaret Thatcher, Kinnock fue electo líder de este, lo que lo hizo líder de la oposición. Kinnock buscó frenar y reducir la influencia de la extrema izquierda en el partido, especialmente la de la Tendencia Militante, culpándolos de la derrota sufrida en las elecciones anteriores. Kinnock se enfrentó a Thatcher en las elecciones de 1987, donde fue derrotado, pero pudo estabilizar el partido y mantenerlo como la segunda fuerza del país. 
Kinnock llevó al partido a una sorpresiva cuarta derrota consecutiva en las elecciones de 1992. A pesar de que todas las encuestas indicaban una victoria laborista, el primer ministro John Major logró mantenerse en el poder. Kinnock prontamente renunció al liderazgo del partido y la oposición, John Smith fue electo para reemplazarlo. 
Luego de retirarse de la Cámara de los Comunes en 1995, Kinnock se involucró en la política de la naciente Unión Europea. Fue comisario de transporte de 1995 a 1999 y vicepresidente de la Comisión Europea de 1999 a 2004. 